# Sira (islam)
Sira är en arabisk term som används för de olika muslimska biografierna som handlar om profeten Muhammed. Tillsammans med hadith utgör sira grunden för sunna, islams traditioner. 
Muhammeds biografi började skrivas ned strax efter hans död, men redan under hans livstid berättade muslimerna för varandra om hans liv och gärningar. Samtliga av de första skrifterna har försvunnit, förutom några fragment som blev samlade av de lärda. Det sägs att en del av en av dessa skrifter förvaras i ett museum i  Tyskland. Ibn Ishaq (död 767) samlade allt som skrevs om profetens levnad i en bok omkring år 750. Den är den äldsta bevarade siran och betraktas som den mest autentiska boken i ämnet.